# Paul Fliedner
Paul Fliedner (* 10. Dezember 1889 in Ilmenau (Thüringen); † 26. Juli 1970 in Hamburg) war ein deutscher kommunistischer Politiker. Er war einer der Anführer der Novemberrevolution 1918 in Sachsen-Gotha und von 1945 bis 1950 Oberbürgermeister von Ilmenau.

## Leben
Paul Fliedner wurde als Sohn des Ilmenauer Glasfabrikanten Arnold Fliedner geboren. Er wuchs in Ilmenau auf, wo er von 1896 bis 1904 zur Schule ging. Anschließend begann er eine Ausbildung zum Glasbläser in der elterlichen Fabrik und trat 1904 der Ilmenauer Arbeiterjugend bei. Bereits mit 18 Jahren (1907) wurde Fliedner Mitglied in der SPD. 1914 wurde er zum Ersten Weltkrieg eingezogen. Er wurde dabei schwer verwundet, was bei ihm zu der Einsicht führte, nicht länger „für den Kaiser die Knochen hinzuhalten“. Deshalb trat er 1917 aus der SPD aus und schloss sich der USPD an. 1920 wechselte er zur KPD. Fliedner führte die Arbeiter- und Soldatenräte in Gotha an, wobei es dort zu bürgerkriegsähnlichen Zuständen kam. Nach massiven Protesten und teils auch Straßenkämpfen in Gotha dankte Herzog Carl Eduard am 13. November 1918 ab. Die Aufstände in Gotha waren damals die schwersten im Rahmen der Novemberrevolution in ganz Thüringen, woran Fliedner als Anführer der Arbeiter- und Soldatenräte großen Anteil hatte. Er rief am 14. November die Machtübernahme der Räte in Sachsen-Gotha aus, welche erst durch das Eingreifen von Truppen unter Führung von General Maercker aus anderen Thüringer Staaten niedergeschlagen werden konnte. 
Zwischen 1924 und 1935 lebte Fliedner in Hamburg. Dort arbeitete er in einem Chemieglas-Unternehmen. 1935 kehrte er mit seiner Familie nach Ilmenau zurück. Er kaufte eine kleine Thermometer-Fabrik und führte diese bis 1945. Währenddessen gründete er 1939 mit einigen Lehrern und Studenten des Thüringischen Technikums eine Gruppe, die verschiedene Widerstands-Aktionen gegen das NS-Regime durchführen wollte. Diese konnten jedoch nie zu Ende geführt werden, andererseits wurde er auch nicht von der Gestapo entlarvt. 

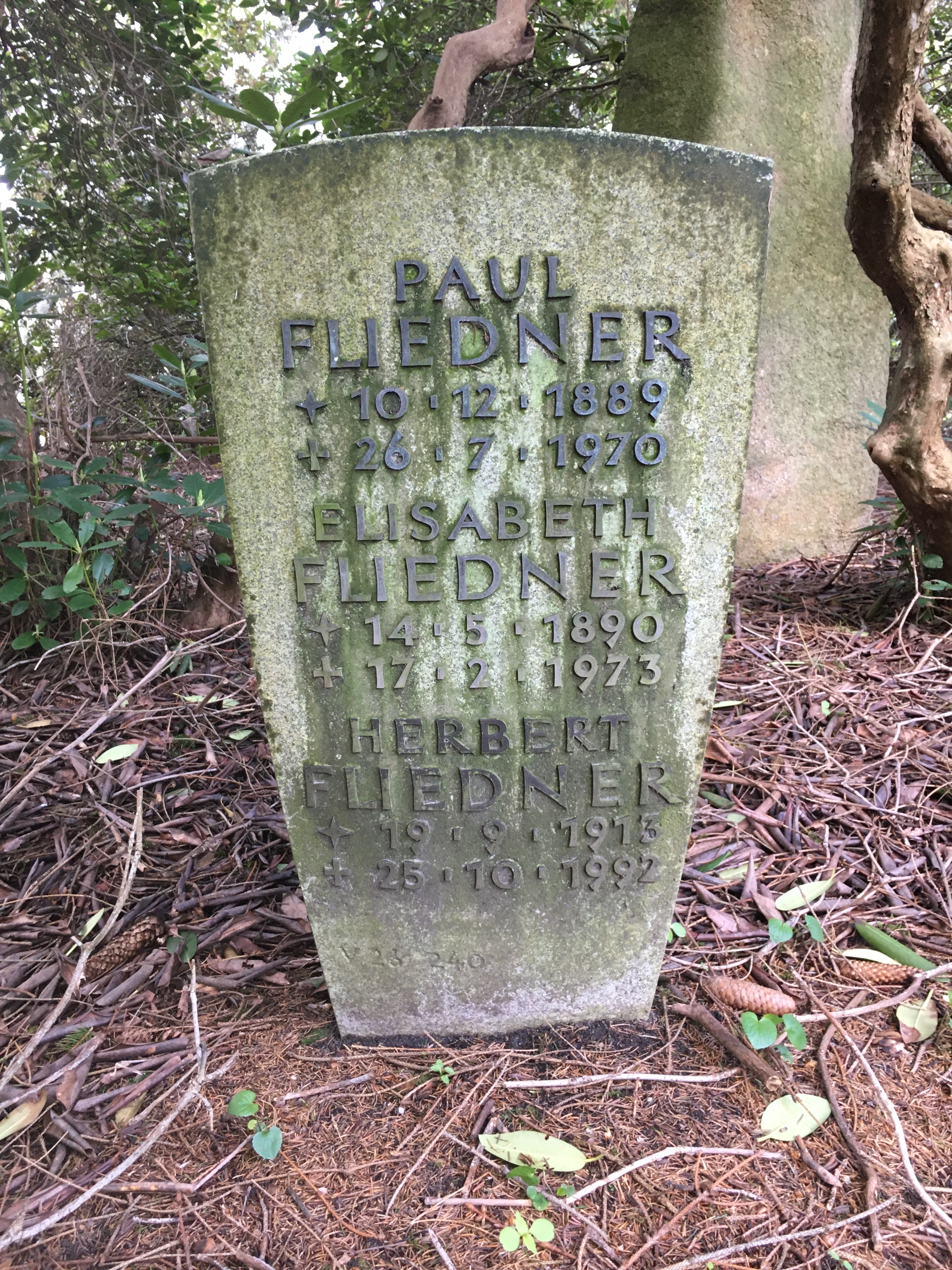
Grabstätte auf dem Friedhof Ohlsdorf
im Planquadrat V 20

Nach 1945 wurde Fliedner von der S.M.A.D. mit verschiedenen Aufgaben in Stadt und Kreis Ilmenau betraut. Zunächst wurde er zum Vorsitzenden des Antifaschistischen Komitees der Stadt Ilmenau berufen. Am 13. Juli 1945 wurde er zum ersten Bürgermeister Ilmenaus berufen. Er legte den Fokus seiner Arbeit als Erster Bürgermeister vor allem auf den Wiederaufbau von Infrastruktur und Industrie in der Stadt. 1946 trat er der SED bei. 1950 wurde Charlotte Gleichmann zu Fliedners Nachfolgerin im Ilmenauer Bürgermeisteramt. Der zwischenzeitlich enteignete Fliedner siedelte daraufhin im Mai 1952 in die Bundesrepublik Deutschland über, er zog mit seiner Frau nach Hamburg. Inzwischen leitete die Thüringer Staatsanwaltschaft Ermittlungen gegen ihn ein. 1953 wurde er in Abwesenheit wegen „Wirtschaftsverbrechen“ zu drei Jahren Zuchthaus verurteilt. Er hatte in seinem Wohnhaus illegal verschiedene Waren gehortet. Der politisch motivierte Hintergrund für die Verurteilung war jedoch seine Flucht aus der DDR. Nach dem Urteil wurde sein zurückgelassener Besitz beschlagnahmt und in Staatseigentum überführt. Die letzten 20 Jahre seines Lebens verbrachte Fliedner zurückgezogen mit seiner Frau in Hamburg, wo er am 26. Juli 1970 starb und auf dem dortigen Friedhof Ohlsdorf beigesetzt wurde.
| Personendaten    | Personendaten                        |
| ---------------- | ------------------------------------ |
| NAME             | Fliedner, Paul                       |
| KURZBESCHREIBUNG | deutscher Politiker (SPD, USPD, KPD) |
| GEBURTSDATUM     | 10. Dezember 1889                    |
| GEBURTSORT       | Ilmenau                              |
| STERBEDATUM      | 26. Juli 1970                        |
| STERBEORT        | Hamburg                              |